# Ermanno (vescovo di Volterra)
Ermanno (... – prima del 1077) è stato un vescovo cattolico italiano.

## Biografia
Ermanno è documentato come vescovo di Volterra a partire dal 17 ottobre 1064 e sconosciute sono le informazioni biografiche circa la sua provenienza e formazione. Dell'attività del presule sono menzionate alcune concessioni a livello effettuate dal vescovo nei confronti di facoltosi possidenti locali nel sopracitato documento dell'ottobre 1064 e in un altro del 9 ottobre 1066.
Prese parte il 17 gennaio 1073 a un placito presieduto dai marchesi Goffredo e Beatrice di Toscana.
A lui è indirizzata una lettera di Giovanni Gualberto circa il miglioramento della vita in comunità e con esortazione a combattere la simonia. Nella sua attività pastorale, quindi, il vescovo si operò per una riorganizzazione interna della comunità diocesana e a questo scopo indisse un sinodo, celebrato il 6 agosto 1073, in cui venivano donate ai canonici del duomo due curtes.
A tale data risale l'ultima menzione storica del vescovo Ermanno. Era certamente morto già prima del 16 settembre 1077, quando papa Gregorio VII espresse l'intenzione di innalzare alla sede di Volterra un tale Bonoso.